# Luke Davison
Luke Davison (Paddington, 8 de maio de 1990) é um desportista australiano que compete no ciclismo nas modalidades de pista, especialista na prova de perseguição por equipas, e rota, nas que corre com a equipa Team Budget Forklifts.
Ganhou quatro medalhas no Campeonato Mundial de Ciclismo em Pista entre os anos 2013 e 2016.

## Medalheiro internacional
| Campeonato Mundial | Campeonato Mundial      | Campeonato Mundial | Campeonato Mundial      |
| Ano                | Lugar                   | Medalha            | Competição              |
| ------------------ | ----------------------- | ------------------ | ----------------------- |
| 2013               | Minsk ( Bielorrússia)   | Medalha de bronze  | Scratch                 |
| 2014               | Cali ( Colômbia)        | Medalha de ouro    | Perseguição por equipas |
| 2015               | Saint-Quentin ( França) | Medalha de bronze  | Perseguição por equipas |
| 2016               | Londres ( Reino Unido)  | Medalha de ouro    | Perseguição por equipas |

## Palmarés

### Palmarés em Pista
2013
- 3.º no Campeonato Mundial de scratch
- Campeonato da Austrália Perseguição por Equipas (fazendo equipa com Alexander Edmondson, Glenn O'Shea, Miles Scotson)
- Campeonato da Austrália de Scratch

2014
- Campeonato Mundial Perseguição por Equipas (fazendo equipa com Alexander Edmondson, Glenn O'Shea e Mitchell Mulhern)
- Campeonato da Austrália Madison (fazendo casal com Alexander Edmondson)
- Campeonato da Austrália Perseguição por Equipas (fazendo equipa com Alexander Edmondson, Glenn O'Shea, Jack Bobridge)

### Palmarés em Estrada
2013
- 1 etapa do Herald Sun Tour

2014
- Omloop der Kempen